# عین دو
عین دو، منطقه ویژه شهری از توابع بخش مرکزی شهرستان اهواز در استان خوزستان ایران است.

## جمعیت
این محله در دو کیلومتری جنوب غرب اهواز قرار دارد و براساس سرشماری مرکز آمار ایران سرشماری عمومی نفوس و مسکن ۱۳۹۲، جمعیت آن۱۸۰۰۰ نفر و مساحت آن 7 کیلومتر مربع بوده‌است.
بیشتر جمعیت این منطقه را طایفه‌های عرب  السواری , شریفی, سادات موسوی و هاشمی و فاضلی تشکیل داده است .